# Iglesia de San José (Gijón)
La iglesia de San José es un templo católico construido durante el siglo XX en la calle Álvarez Garaya de la ciudad de Gijón (Principado de Asturias, España).

## Historia constructiva

### Primera iglesia de San José
La primera iglesia fue construida entre 1889 y 1896 siguiendo un proyecto del arquitecto Nicolás García Rivero. El templo atravesó grandes problemas para finalizar su construcción, no siendo completada hasta 1933, cuando se logró terminar la torre. Se trataba de un edificio de estilo neogótico que se localizaba en el centro de la actual plaza del Humedal. En aquel momento era una de las tres únicas iglesias parroquiales de la ciudad junto a San Pedro y San Lorenzo. El gran deterioro que presentaba tras la Guerra Civil hizo necesaria su demolición una vez acabada la contienda.

### Actual iglesia de San José
En 1938 ya se había constituido una comisión municipal para reconstruir el templo, aunque los problemas económicos y la búsqueda de un nuevo emplazamiento retrasaron el comienzo de las obras. La iglesia actual es obra de Enrique Rodríguez Bustelo, y fue levantada entre 1946 y 1954 en estilo neobarroco. A pesar de su aspecto historicista, en su construcción se utilizaron materiales modernos: hormigón armado y cerámica cubierta de plomo en la bóveda central, piedra artificial en los recubrimientos.

## Descripción arquitectónica
La iglesia está inspirada en el barroco colonial, respondiendo a la tendencia de la autarquía franquista de que los edificios religiosos se inspirasen en estilos históricos. Posee una planta de tres naves, a cuyos costados se extiende una espaciosa tribuna. A lo largo nos encontramos con pórtico, naves, crucero y presbiterio. Una cúpula circular de gran tamaño se alza en el crucero. La fachada principal se estructura un en tramo central de tres plantas terminado en frontón, al que custodian dos torres finalizadas en cúpulas.

## Acontecimientos
- Durante las primeras semanas de la Guerra Civil, y hasta su derribo en agosto de 1936, el templo fue utilizado como cárcel provisional por el bando republicano. El 14 de agosto, como represalia a los bombardeos de la aviación rebelde que tuvieron lugar ese mismo día, un grupo de prisioneros fueron llevados en camiones hasta el cementerio de Jove para ser fusilados.[3]
- En septiembre de 1971 un grupo de aproximadamente trescientos jubilados, entre los que se encontraba el escritor Mánfer de la Llera, se encerraron durante nueve noches en la iglesia reivindicando unas pensiones dignas.[4] Pese a contar con el apoyo de los clérigos, fueron desalojados violentamente por la policía.

## Galería

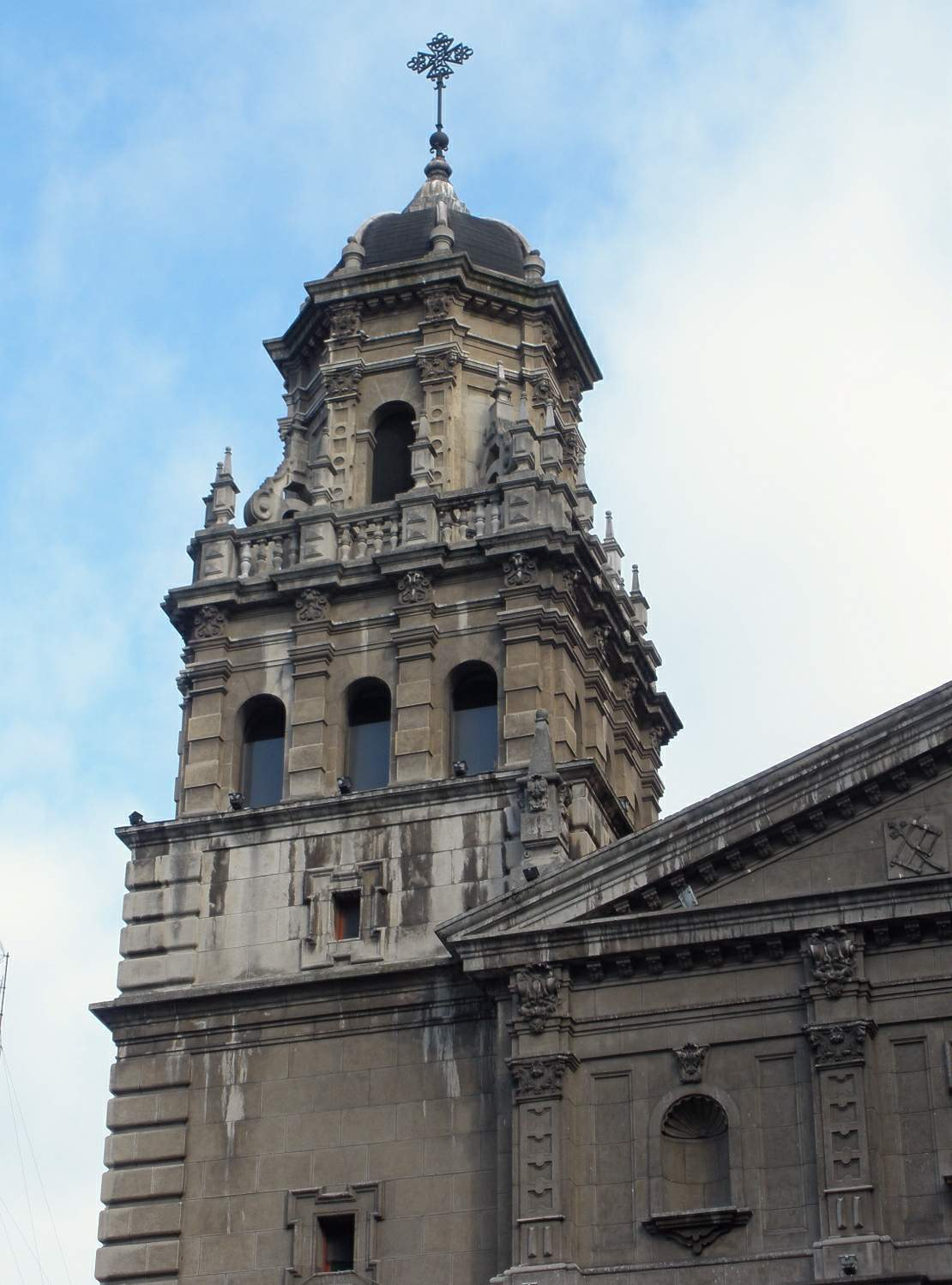
Remate de una de las torres desde el exterior.
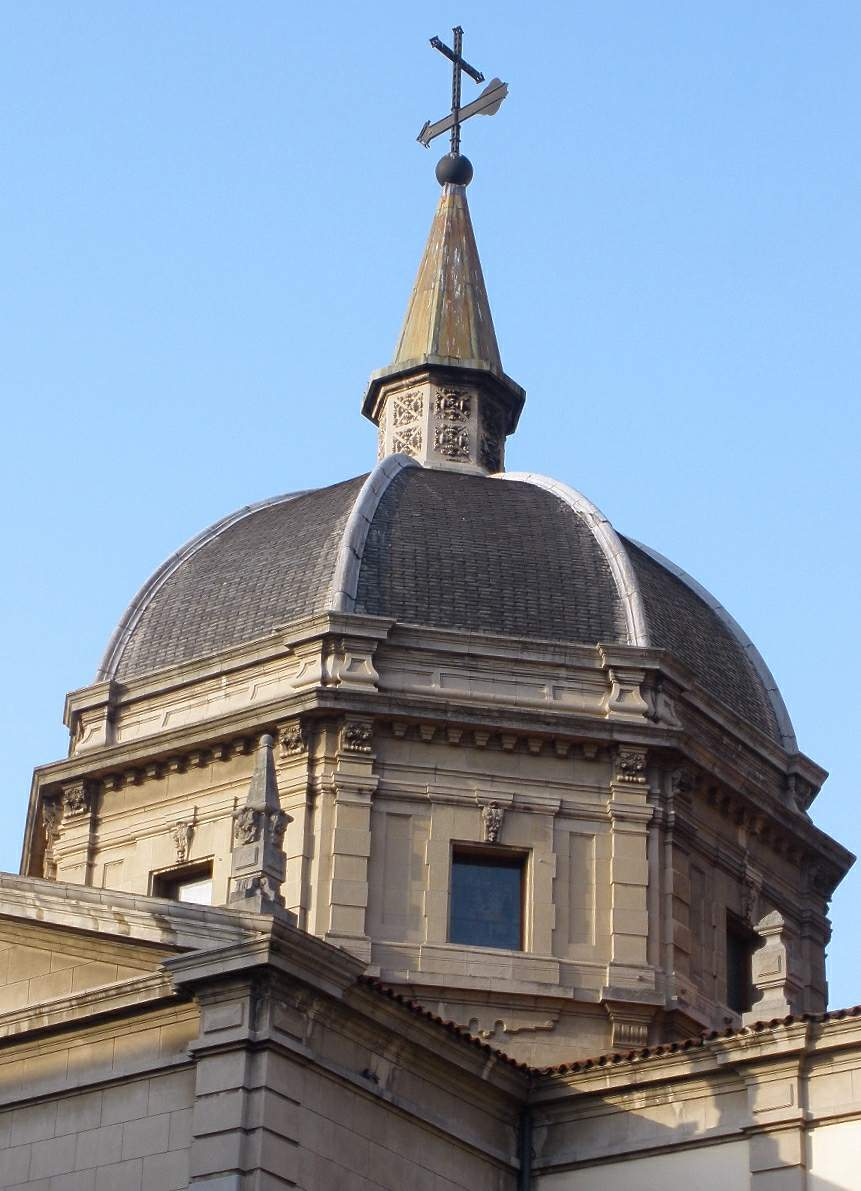
La cúpula desde el exterior.
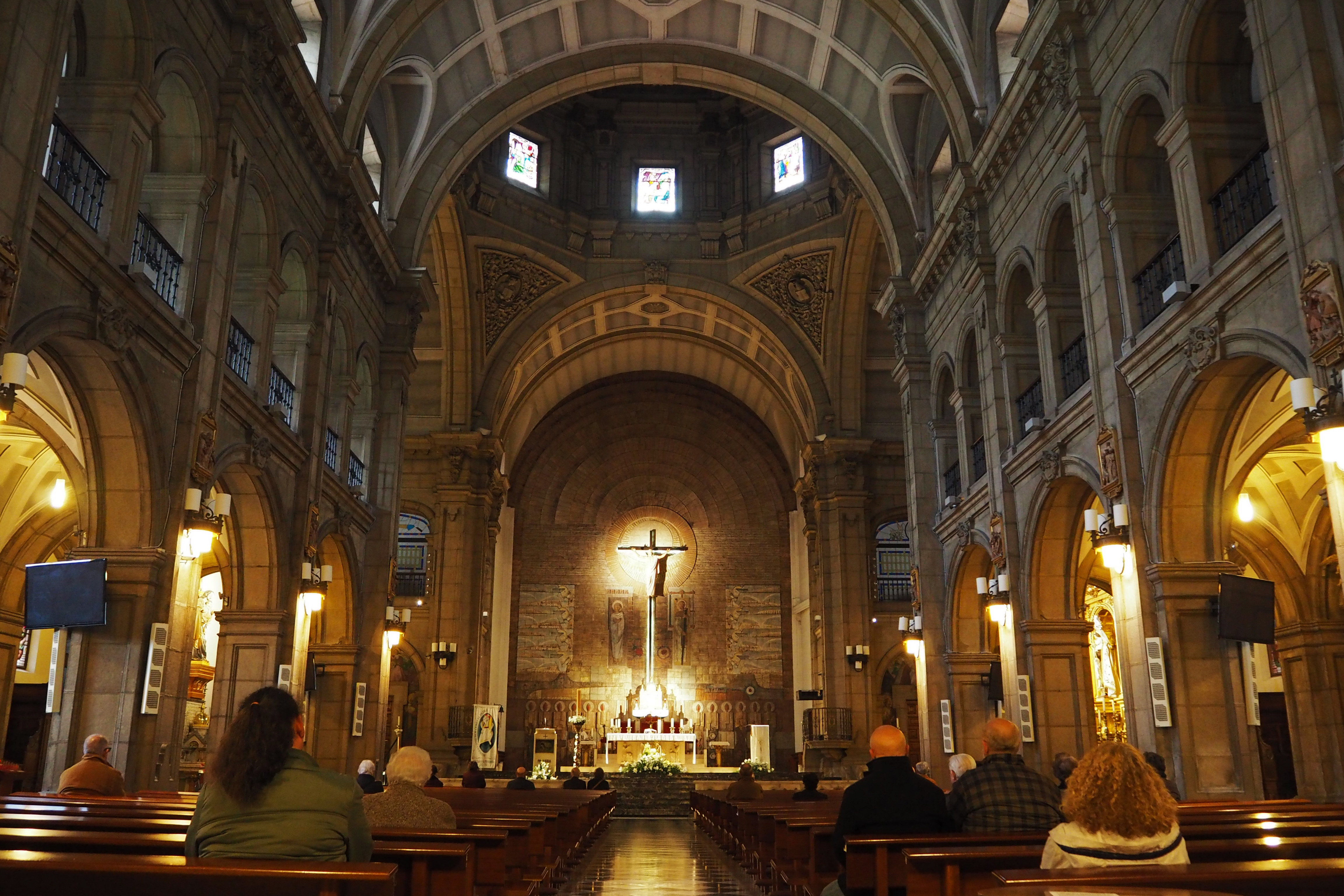
Interior de la nave central.
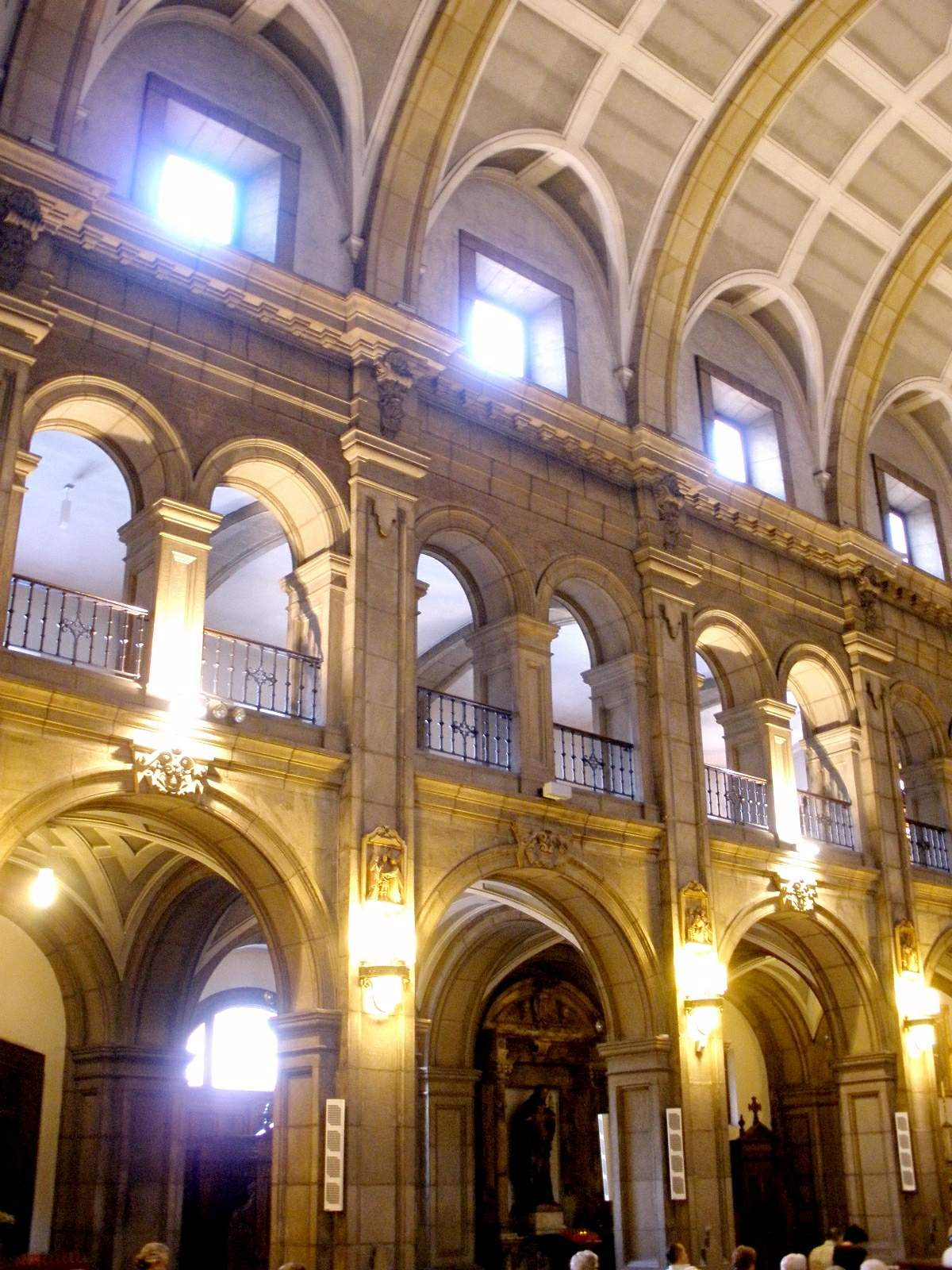
Nave lateral, tribuna y arranque de la bóveda de la nave central.
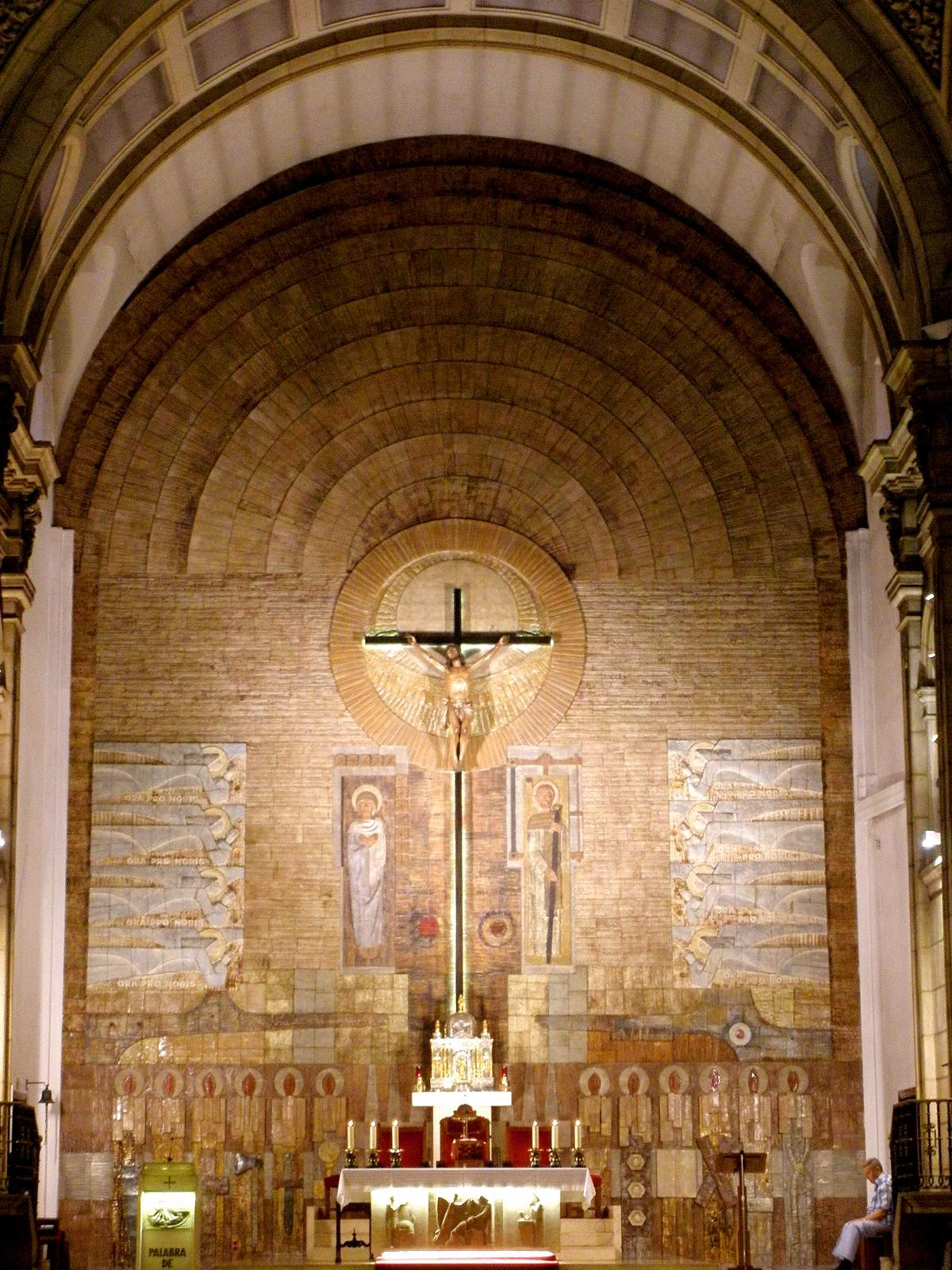
Interior de la cabecera y altar mayor.
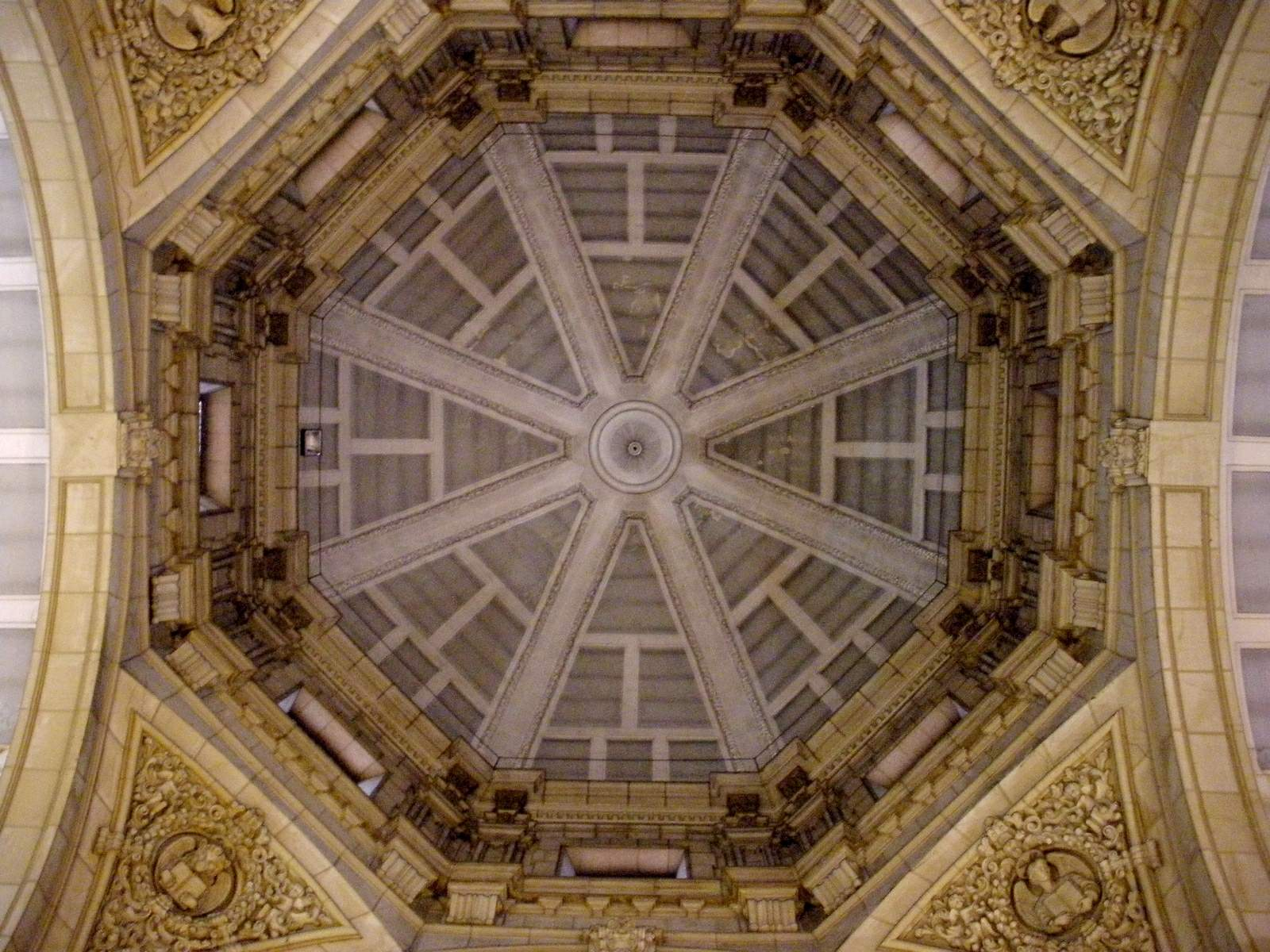
Interior de la cúpula.